# Dawnarioides hispaniola
Dawnarioides hispaniola är en insektsart som beskrevs av O'brien 1982. Dawnarioides hispaniola ingår i släktet Dawnarioides och familjen Derbidae. Inga underarter finns listade i Catalogue of Life.